# Смирний Юрій Іванович
 Юрій Іва́нович Смирний (1 липня 1938, Запоріжжя — 5 серпня 2012,Київ) — учасник руху шістдесятництва,український мистецтвознавець, критик, релігієзнавець, дописувач  газети «Наша віра», Образотворче мистецтво та ін.

## Життєпис
Народився 1липня 1938 у Запоріжжі. Закінчив Запорізький політехнічний університет, отримав диплом інженера. Мешкав у Києві,  захопився гуманітарними дослідженнями, говорив  і писав  українською мовою, відстоював ідею вільної України, вільного мистецтва. Був тричі одружений, мав трьох дітей.
З 1966—1969 рр. керував історико- мистецьким клубом молоді, який згодом «компетентними» органами розглядався як клуб, що провадить націоналістичну діяльність, через те став неугодним владі і припинив своє існування.Щоб легалізувати свою діяльність,  Юрій вдався до нечуваної хитрощі. Назвав клуб іменем Петра Запорожця(1873–1905), визнаного партократією  революціонера, чиїм іменем було названо вулицю в Києві. Насправді ж Юрій мав на увазі його тезку, адже  був послідовником українського просвітника  Петра Запорожця (1895–1963) – діяча Сірожупанної дивізії УНР, який емігрував до Америки. Проте цей жарт з КДБ не вдався. Попри всі заборони, Смирний мав широке коло спілкування. Підтримував невизнаних на той час митців
опозиційного до соцреалізму неофіційного мистецтва — андеграунду : письменника  Леоніда Нефедьєва,  художників Миколу Трегуба і  Вудона Баклицького та багато інших. От як згадує про Ю.Смирного Олена Голуб, автор книги "Свято непокори та будні андеграунду":
| «Діяльність Смирного як сподвижника руху шістдесятництва високо оцінив видатний культурологЄвген Сверстюк (1928-2014), редактор газети «Наша віра», де друкувався Юрій, а також члени громадської організації «Музей шістдесятництва». Він був представником так званої «люмпен-інтелігенції» 70-х, за визначенням великого поета Андрія Вознесенського, який у своєму вірші 1978 року відзначив тих, хто пішли з системи на непрестижні професії, такі як кочегар, вантажник, щоб займатися улюбленою справою: «Опять надстройка рождает базис. Лифтёр бормочет во сне Гельвеция. Интеллигенция обуржуазилась. Родилась люмпен-интеллигенция» (російською). Так от, Юрій працював годувальником тварин, здається, баранів, у якомусь науково-дослідному інституті, лише по декілька годин на день, а весь вільний час сидів над книгами... Юрій мав щось героїчне у незламній стійкості своїх переконань, чим приваблював у спілкуванні, до того ж, ніби зазирав у душу ясними блакитними очима. Говорив і писав здебільшого українською мовою, відстоював ідею вільної України, вільного мистецтва, що тоді було неабиякою крамолою. Вражала сміливість, з якою він міг виступити, наприклад, на офіційному відкритті виставки, присвяченій черговій річниці Жовтня. Він ставав поряд з виступаючими представниками влади і після чиєїсь пропагандистської промови так само гучно заявляв про те, що насправді українське мистецтво у небезпеці й не розвивається за вільними законами, притиснуте партійною ідеологією і т. і. Ніхто не очікував почути щось подібне від такого приємного на вигляд, у чиновницькому костюмі, інтелігентного чоловіка. Звісно, довго йому говорити не вдавалося, а тільки той невеликий час, поки до офіційних осіб повільно доходив зміст крамольних слів. Далі якісь «люди у цивільному» забирали його під руки кудись подалі. Отже, Ю. Смирний перебував під наглядом органів КДБ, про що мало хто знав, а якби й знав, то цим не переймався. Проте була несподіванкою звістка про те, що ми не можемо подивитись нові картини Трегуба. Вони, щойно їх розвішали по стінах квартири «неблагонадійного» господаря, одразу були заарештовані і відправлені до органів КДБ.» |
Досліджував український іконопис, малярство княжих часів, знаходив несподівані порівняння з мистецтвом авангарду та ін.
Мав  вплив на подальший розвиток української культури, про що зазначив відомий громадський діяч, видавець Леонід Фінберг, який назвав Ю. Смирного своїм учителем 